# Nikolai Kiseliov
Nikolai Kiseliov (n. 25 octombrie 1939, Leningrad, RSFS Rusă, URSS – d. 2005) a fost un sportiv ce a reprezentat Uniunea Republicilor Sovietice Socialiste, medaliat olimpic. A participat la o ediție a Jocurilor Olimpice (1964) în care a câștigat o medalie de argint.

## Participări
Lista de mai jos prezintă principalele competiții la care a participat Nikolai Kiseliov de-a lungul carierei.
- Nordic combined at the 1964 Winter Olympics[*]